# هنري وولف
هنري وولف (بالإنجليزية: Henry Woolf)‏ هو مخرج وممثل بريطاني، ولد في 20 يناير 1930 بلندن في المملكة المتحدة.

## أعمال

### أفلام
- (1968) الأسد في الشتاء

## وصلات خارجية
- هنري وولف على موقع IMDb (الإنجليزية)
- هنري وولف على موقع روتن توميتوز (الإنجليزية)
- هنري وولف على موقع ميوزك برينز (الإنجليزية)
- هنري وولف على موقع ديسكوغز (الإنجليزية)
- هنري وولف على موقع قاعدة بيانات الفيلم (الإنجليزية)